# Olympia 69
Albums de Eddy Mitchell
Mitchellville
(1969) Rock 'n' Roll
(1971)
Olympia 69 est le premier album live d'Eddy Mitchell enregistré le 8 avril 1969 à l'Olympia de Paris et sorti en mai 1969. À l'origine l'album est simplement intitulé « Eddy Olympia ».

## Histoire
En avril 1969, Eddy Mitchell se produit à l'Olympia de Paris. Pour l'occasion, le récital est enregistré et cela donne lieu à la production du premier enregistrement public du chanteur, publié le mois suivant,.
La musique d'introduction, composée par Pierre Papadiamandis, est le générique de l'émission télévisée À l'affiche du monde  de Claude Fléouter et Christophe Izard.

## Autour de l'album
Édition originale : 33 tours Barclay 80394 Eddy Olympia, 15 titres.
La réédition au format CD, en 1994, est augmentée d'un titre supplémentaire : Le diable est là.

## Liste des titres
Nota : Le titre 5 n'est pas présent dans l'édition originale de 1969.
| No  | Titre                                                                                               | Paroles                   | Musique                                                    | Durée |
| --- | --------------------------------------------------------------------------------------------------- | ------------------------- | ---------------------------------------------------------- | ----- |
| 1.  | À l'affiche du monde (introduction instrumentale / générique de l'émission TV À l'affiche du monde) |                           | Pierre Papadiamandis                                       |       |
| 2.  | Je n'avais pas signé de contrat                                                                     | Frank Thomas              | Guy Magenta                                                |       |
| 3.  | Toi sans moi                                                                                        | Claude Moine              | Pierre Papadiamandis                                       |       |
| 4.  | Le fou sur la colline (The Fool on the Hill)                                                        | Claude Moine (adaptation) | John Lennon, Paul McCartney                                |       |
| 5.  | Le diable est là                                                                                    | Claude Moine              | Pierre Papadiamandis                                       |       |
| 6.  | Où étais-tu ?                                                                                       | Claude Moine              | Pierre Papadiamandis                                       |       |
| 7.  | Chacun pour soi                                                                                     | Claude Moine              | Pierre Papadiamandis                                       |       |
| 8.  | Seuls les anges ont des ailes                                                                       | Claude Moine              | Pierre Papadiamandis                                       |       |
| 9.  | Réveillez-vous Monsieur Love                                                                        | Claude Moine              | Jean-Pierre Bourtayre                                      |       |
| 10. | Je n'aime que toi                                                                                   | Claude Moine              | Pierre Papadiamandis                                       |       |
| 11. | Otis (Hard To Handle) (en))                                                                         | Claude Moine (adaptation) | Otis Redding, Alvertis Isbell, Jones Allen Alvoir Jr. (en) |       |
| 12. | Alice                                                                                               | Claude Moine              | Pierre Papadiamandis                                       |       |
| 13. | Bye bye prêcheur                                                                                    | Ralph Bernet              | Guy Magenta                                                |       |
| 14. | Et s'il n'en reste qu'un                                                                            | Claude Moine              | Jean-Pierre Bourtayre                                      |       |
| 15. | Aïe !!!                                                                                             | Claude Moine              | Pierre Papadiamandis                                       |       |
| 16. | À l'affiche du monde (final - instrumental)                                                         |                           | Pierre Papadiamandis                                       |       |

## Crédits
- Directeur artistique : Jean-Pierre Bourtayre
- Chef d'orchestre : Jean-Claude Petit
- Prise de son : Roger Roche
- Photographie : Gilbert Moreau